# Рудник Космос
Рудник Космос – гірничодобувний майданчик на заході Австралії.
Нікелеве родовище Космос виявила у 1997-му компанія Jubilee Gold Mines NL, що вже у 1999 році почала його розробку. Оскільки рудне тіло залягало на глибинах від 40 до 200 метрів, роботи вели відкритим способом. Руду відправляли на збагачувальну фабрику Космос, а проектну потужність рудника визначили як 10 тисяч тонн нікелю на рік. Запаси в запроектованому контурі кар’єру випрацювали вже у 2003 році, при цьому вдалось вилучити 0,4 млн тонн руди з аномально високим середнім вмістом нікелю – 8,2%.
Ти часом у 2000-му розвідувальне буріння виявило розташоване у глибоких горизонтах рудне тіло з запасами у 0,52 млн тонн руди та середнім вмістом нікелю 7,2%. Вже у 2001-му з метою його розробки почали будівництво транспортного ухилу «Іліас», що перетнув верхівку покладу на глибині біля 500 метрів. Початок видобутку підземним способом припав на літо 2003-го.
В 2007-му Jubilee Gold Mines була придбана компанією Xstrata, яка продовжила роботи на Космос відкритим способом, при цьому до розробки залучили руду з меншим вмістом цільового компоненту. Цей період в історії копальні тривав до 2012 року, коли її закрили на тлі падіння цін на нікель. На момент припинення розробки в 2012-му накопичений видобуток за весь період експлуатації досягнув 3 млн тонн руди та 127 тисяч тонн нікелю.
У 2015-му новим власником рудника стала компанія Western Areas, яка в 2020 році почала будівництво транспортного ухилу «Одіссей». Він починається на одному з рівнів ухилу «Іліас» та веде до рудного тіла Одіссей, що лежить на глибині від 1000 до 1100 метрів. Крім того, проект передбачав спорудження шахтного стовбуру глибиною біля 1000 метрів, через який руду мали підіймати на поверхню (пропускну здатність стовбуру запланували у 1,1 млн тонн на рік). Запаси Одіссея станом на середину 2022-го оцінювались у 8,2 млн тонн руди та 165 тисяч тонн нікелю, а проект розробки передбачав вилучення протягом 10 років 130 тисяч тонн нікелю. 
В 2022-му новим власником стала компанія IGO Limited. Вона продовжила будівництво і в листопаді 2023-го почала переробку руди, яку підіймали по транспортному ухилу (добудову стовбуру відклали з огляду на несприятливі економічні умови). Втім, на тлі чергового погіршення цінової ситації в травні 2024 роботу рудника зупинили, при цьому встигли переробити лише 0,3 млн тонн руди.